# Donje Luge
Donje Luge es un pueblo ubicado en el municipio de Berane, en Montenegro.

## Demografía
Hasta 2011 la población era de 1841 habitantes, conformada por 524 hogares y 684 viviendas.
| 295                                                              | 344 | 638 | 1335 | 1978 | 2012 | 1861 | 1841 |
| (Fuente: Population statistics of Eastern Europe & former USSR.) |     |     |      |      |      |      |      |

| Etnicidad                                           | Número | Porcentaje |
| --------------------------------------------------- | ------ | ---------- |
| Bosnios                                             | 141    | 7,57 %     |
| Musulmanes                                          | 117    | 6,28 %     |
| Macedonios                                          | 3      | 0,16 %     |
| Albaneses                                           | 3      | 0,16 %     |
| Otros                                               | 86     | 4,62 %     |
| Fuente: Republic of Montenegro. Statistical Office. |        |            |